# Mycetophyllia aliciae
Espèce
Statut CITES
Mycetophyllia aliciae est une espèce de coraux appartenant à la famille des Mussidae.